# Erik Roland Printzsköld
Erik Roland Printzsköld, född Printzell 13 oktober 1735, död 3 september 1803 i Åbo, var en svensk bergmästare och notarie.
Printzsköld var son till Peter Roland Printzell och Charlotta Stockenström. Han blev student vid Lunds universitet den 3 augusti 1747, erhöll akad. testimonium den 2 juni 1753, blev den 20 december samma år auskultant i bergskollegium, vice notarie i bergskollegium den 4 mars 1756, var tillförordnad bergmästare i Västerbotten 1756–1760, var sedan ombudsman vid chartæ sigillatæ kontoret 10, blev åter bergmästare i Västerbotten 1767 och fick titeln lagman 1789. Den 19 augusti 1778 adlades han av Gustav III på Drottningholms slott med namnet Printzsköld.
Printzsköld var sedan 1777 gift med Eva Catharina Stecksenia från Piteå, med vilken han fick två barn. I Malmberget är malmkroppen Printzsköld namngiven efter honom.